# Feistzeit
Die Feistzeit bezeichnet in der Jägersprache die Zeit vom Fegen bis zur Brunft. 
Die Feistzeit ist regional unterschiedlich von Juli bis September und dient Hirschen sowohl dazu, in der nahrungsreichen Sommerzeit das kräftezehrende Geweih aufzubauen, als auch Fettreserven anzufressen, um für die folgende, energiezehrende Zeit der Brunft genug Kraft zu haben. Bedingt durch das Brunftverhalten ist es für das männliche Wild wichtig, möglichst wenig Zeit mit dem Suchen und Aufnehmen von Nahrung zu vergeuden, um sich voll der Fortpflanzung widmen zu können. In der Feistzeit ist der Hirsch sehr faul, da das Bastgeweih sehr empfindlich ist. Jede Verletzung des Bastes kann zu Schmerzen und abnormer Geweihbildung führen. Das macht den Hirsch heimlich und schwer bejagbar. Deswegen gibt es unter Jägern ein altes Sprichwort: 
Der Feisthirsch ist ein Waldgespenst, das du nur ahnst und niemals kennst.
Wild, das während dieser Zeit häufig gestört und von Äsungsflächen vertrieben wird, ist in der Brunft häufig zu schwach, um aktiv und anhaltend am Brunftgeschehen teilzunehmen.